# كاري هوتاكاينن
كاري هوتاكاينن (Kari Hotakainen؛ بوري، 9 يناير 1957) كاتب فنلندي. بدأ هوتاكاينن مشواره في الكتابة كمراسل في بوري. انتقل إلى هلسنكي في عام 1986 . وصار كاتباً متفرغاً في عام 1996. كما عمل كاتب إعلانات وكاتب عامود بصحيفة هلسنغن سانومات. حاصل على شهادة البكالوريوس في الفنون.
بدأ هوتاكاينن مسيرته كمؤلف في بداية ثمانينات بكتابة الشعر. كانت «نكسات مؤسفة» (Harmittavat takaiskut) باكورة مجموعاته ونشرت سنة 1982. من الشعر انتقل هوتاكاينن إلى كتابة الكتب للأطفال والشباب ومن ثم إلى كتابة الروايات للكبار. قبل أن يبدأ بالتفرغ للكتابة، عمل هوتاكاينن مراسلاً صحفياً، وفي قسم الإعلان في مجموعة سانوما الإعلامية إلخ. جاءت انطلاقة هوتاكاينن عندما تم ترشيحه لجائزة فنلنديا عام 1997، لعمله عن سيرته شبه الذاتية بعنوان «الكلاسيكي» (Klassikko). في عام 2002، تلقت جائزة هوتاكاينن فنلنديا لكتابه المعنون «معركة جادة الخندق» (Juoksuhaudantie) التي نشرت في العام نفسه. في وقت لاحق، تحول الكتاب إلى فيلم يحمل نفس الاسم. في عام 2004، تحصل هوتاكاينن على جائزة المجلس الشمالي للأدب لنفس الكتاب. في عام 2006، حصل على «جائزة الدراما الشمالية» لمسرحيته «الذئبة الحمامية» (Punahukka).
وقد كتب أيضا هوتاكاينن مسرحيات الأطفال، والدراما الإذاعية وأعمدة الصحف والكتابات على لسلسلة تلفزيونية من 10 أجزاء بعنوان (Tummien tulkit vesien).

## روابط خارجية
- كاري هوتاكاينن على موقع IMDb (الإنجليزية)
- كاري هوتاكاينن على موقع ميوزك برينز (الإنجليزية)
- كاري هوتاكاينن على موقع ديسكوغز (الإنجليزية)
- كاري هوتاكاينن على موقع قاعدة بيانات الفيلم (الإنجليزية)